# Jan Brink
Jan Erik Christer Brink (Höör, 26 de agosto de 1960) es un jinete sueco que compitió en la modalidad de doma.
Ganó una medalla de bronce en el Campeonato Mundial de Doma de 1998 y cinco medallas en el Campeonato Europeo de Doma entre los años 1997 y 2007. Participó en tres Juegos Olímpicos de Verano, entre los años 2000 y 2008, ocupando el sexto lugar en Atenas 2004 y el cuarto en Pekín 2008, en la prueba por equipos.

## Palmarés internacional
| Campeonato Mundial | Campeonato Mundial      | Campeonato Mundial | Campeonato Mundial |
| Año                | Lugar                   | Medalla            | Categoría          |
| ------------------ | ----------------------- | ------------------ | ------------------ |
| 1998               | Roma (Italia)           | Medalla de bronce  | Por equipos        |
| Campeonato Europeo |                         |                    |                    |
| Año                | Lugar                   | Medalla            | Categoría          |
| 1997               | Verden (Alemania)       | Medalla de bronce  | Por equipos        |
| 2003               | Hickstead (Reino Unido) | Medalla de plata   | Individual         |
| 2005               | Hagen (Alemania)        | Medalla de bronce  | Individual         |
| 2005               | Hagen (Alemania)        | Medalla de bronce  | Por equipos        |
| 2007               | La Mandria (Italia)     | Medalla de bronce  | Por equipos        |